# Гиреевская волость
Гиреевская волость — часть Можайского, а затем Медынского уезда. Упразднена в 1927 году. Центр — село Гиреево, сейчас — деревня Износковского района Калужской области. В Можайском уезде входила в стан Брагин Холм.

## История
В Литовское разорение селения волости полностью опустели.
В 1676-1682 годах упоминается в писцовых книгах подъячего Игнатия Пигина как дворцовые волости Можайского уезда. В 1763 императрица Екатерина II даровала вышедшему в отставку графу Александру Ивановичу Шувалову Гиреевскую волость Можайского уезда и 407 душ крестьян  в ней.
В ноябре 1918 года волость примкнула к Медынскому восстанию .